# Мамия Гуриели
Мамия Гуриели (груз. მამია გურიელი; fl. 1460) — представитель грузинского княжеского рода Дадиани и эристави Гурии (княжества в западной Грузии) во второй половине XV века. Он был первым известным правителем Гурии, носившим фамилию Гуриели, таким образом став родоначальником непрерывной династийной линии князей Гурии вплоть до её русской аннексии в 1829 году.
Мамия был младшим сыном Липарита I Дадиани (умер в 1470 году), эристави Одиши (Мегрелия), и братом Шамадавле Дадиани, преемника Липарита I Дадиани в качестве эристави Одиши. Впервые Мамия упоминается в грамоте грузинского царя Георгия VIII, датированной 1460 годом. Мамия владел Гурией, которая служила секундогенитурой рода Дадиани примерно с 1352 года. К 1450-м годам Грузия оказалась втянута в ряд междоусобных конфликтов, которые в конечном итоге привели к распаду Грузинского царства. К 1460 году эти распри ненадолго утихли, когда итальянский посланник Людовико да Болонья выступил в качестве посредника между грузинскими родами, чтобы привлечь их к участию в готовившемся римским папой Пием II крестовом походе против Османской империи. Среди восточно-христианских князей, согласившихся взяться за оружие, Мамия в тогдашних западноевропейских документах упоминается как маркиз Гурии: «Mania, marchio Goriae».
Мамия Гуриели, возможно, был тем грузинским правителем, который разгромил бургундцев в Батуми и заключил в 1445 году в тюрьму их вождя Жоффруа де Туази. Тот был освобождён только благодаря усилиям трапезундского императора Иоанна IV Великого Комнина. Гуриели, чья власть распространялась на территорию между трапезундской фемой Лазия и Мегрелией, имели тесные связи с Комнинами. Давид Комнин отправил свою жену Елену к Мамии для её безопасности в то время, когда османские войска продвигались к Трапезунду в 1461 году. Хроника Лаоника Халкокондила позволяет сделать предположение, что Мамия, возможно, был связан семейными узами с трапезундскими Комнинами каким-то иным неучтённым способом. По мнению историка Кирилла Туманова, Мамия мог быть женат на дочери Давида Комнина.